# VP-91
VP-91, neboli též Patrol Squadron Ninety-One, byla hlídkovací squadrona námořního letectva USA, která za druhé světové války působila v Tichomoří. Byla založena 1. prosince 1941 na NAS (Naval Air Station ~ Námořní letecká základna) Norfolk ve Virginii a zpočátku byla vybavena létajícími čluny Consolidated PBY-5 Catalina. Dne 1. října 1944 byla přeznačena na VPB-91 (hlídkovací–bombardovací squadrona). Od října 1944 používala i létající čluny Martin PBM-3S Mariner.

## Služba
| Externí odkaz - Rekonstrukce znaku VP-91: Disneyovi Dumbovi podobný slon obkročmo stojící na dvou pumách |

Mezi 28. únorem a 2. březnem 1942 se VP-91 přesunula ze San Francisca do Pearl Harboru na Havaji, odkud vykonávala hlídkové lety až do počátku srpna. Dne 8. srpna 1942 zahájila VP-91 přesun do jihozápadního Pacifiku. Na Espiritu Santo její první letadla dorazila 13. září a již dopoledne 14. září zpozorovala Catalina 91-P-8 LT Glen E. Hoffmana Kondóův předsunutý svaz severozápadně od Santa Cruz na pozici 7°50′ j. š., 164°35′ v. d.
Operace VP-91 z průlivu Segond mezi Espiritu Santo a ostrůvkem Aore podporovala zásobovací loď hydroplánů USS Mackinac.
Ráno 23. října 1942 zahlédla Catalina 91-P-3 jeden z japonských svazů 650 námořních mil (1203,8 km) severně od Espiritu Santo. Večer pak Catalina 91-P-14 LTJG Donalda L. Jacksona lokalizovala dva japonské svazy, z nichž jeden obsahoval letadlovou loď. Jednalo se o první pozorování japonských pohybů před nastávající bitvou u Santa Cruz. Během ní v 9:58 dne 25. října ta samá Catalina 91-P-14 LTJG Warrena B. Matthewa zpozorovala předsunutý svaz bitevních lodí šóšó (少将 ~ kontradmirál) Hiroaki Abe. Matthew odvysílal zprávu o kontaktu s osmi nepřátelskými loděmi na pozici 7° j. š., 163° v. d., ale poté se na něj vrhly dvě Micubiši F1M z bitevní lodě Kirišima. Matthew jim sice dokázal uniknout, ale jeho následující zprávy o změnách kurzu nepřítele již nikdo nezachytil. Ve 2:50 dne 26. října zaútočila Hoffmanova radarem vybavená Catalina 91-P-3 na letadlovou loď Zuikaku. V sestupném letu Hoffman shodil čtyři 500lb (226,8 kg) pumy, z nichž nejbližší dopadla 300 metrů od pravoboku letadlové lodě. Po útoku vystřelil Hoffman světlici, aby oslepil japonské protiletadlové dělostřelce a unikl. Hoffman odvysílal zprávu o kontaktu ve 3:10, ale RADM Thomas C. Kinkaid (velitel TF 61 na USS Enterprise) jí obdržel až v 5:12. Po půlnoci na 27. října (v 0:55 nebo 1:00) zaútočil LT Melvin K. Atwell se svojí PBY-5A 91-P-3 na japonský torpédoborec Teruzuki (který ale mylně identifikoval jako těžký křižník třídy Aoba) a lehce jej poškodil.
Mackinac od 2. listopadu 1942 nahradily zásobovací lodě hydroplánů USS Curtiss a USS Tangier.
V březnu 1943 se VP-91 vrátila do Států, kde byla na NAS San Diego reorganizována. V srpnu téhož roku se VP-91 vydala na svůj druhý turnus do Tichomoří. Mezi 9. a 18. srpnem přeletěla její letadla na NAS Kaneohe na Oahu. Dne 29. října se VP-91 začala postupně přesunovat do jihozápadního Pacifiku, kde zpočátku operovala z Espiritu Santo, Suva na Fidži a Halavo Bay na ostrově Florida.
Dne 21. července 1944 VP-91 opustila bojovou zónu a vrátila se do Států. Do konce války se pak věnovala výcviku posádek na NAS Whidbey Island, Washington.